# جيوفري توماس ألي
جيوفري توماس ألي (بالإنجليزية: Geoffrey Thomas Alley)‏ هو لاعب اتحاد الرغبي وأمين مكتبة نيوزيلندي، ولد في 4 فبراير 1903 في Amberley, New Zealand ‏ في نيوزيلندا، وتوفي في 25 سبتمبر 1986 في هوت العليا ‏ في نيوزيلندا.